# Гусеїн Гасанов
Гусеїн Гасанов (азерб. Hüseyn Həsənov) — азербайджанський легкоатлет-паралімпієць, який виступає в категорії F46 (ампутанти, у Гасанова ампутували частину лівої руки). Бронзовий призер літніх Паралімпійських ігор 2012 року в Лондоні, срібний призер чемпіонату світу 2007, чемпіонату світу 2009, бронзовий призер чемпіонату світу 2011 та Всесвітніх ігор 2011 в Шарджі в стрибках у довжину, дворазовий чемпіон світу 2009 і 2011 в потрійному стрибку, бронзовий призер чемпіонату світу 2007 у метанні списа.